# Метод Спасокукоцкого — Кочергина
Метод Спасокукоцкого — Кочергина, или способ Спасокукоцкого — Кочергина — способ обеззараживания рук хирурга перед оперативным вмешательством, с целью недопущения попадания болезнетворных микроорганизмов с рук хирурга в операционную рану, предложенный советскими хирургами С. И. Спасокукоцким и И. Г. Кочергиным. Предложен и внедрён в хирургическую практику в 1928 году.

## Авторы способа
Во время создания способа:
- Спасокукоцкий, Сергей Иванович (1870—1943) — советский хирург, профессор, заведующий факультетской клиникой и кафедрой факультетской хирургии 2-го Московского медицинского института имени Н. И. Пирогова.
- Кочергин, Иван Георгиевич (1903—1980) — советский хирург, врач-ординатор клиники факультетской хирургии 2-го Московского медицинского института имени Н. И. Пирогова.

## Описание способа
Способ основан на свойстве раствора нашатырного спирта (как щёлочи) растворять жиры, находящиеся на коже, вместе с которыми смываются и бактерии.
Включает в себя мытьё рук с мылом под краном с тёплой водой. Далее моют марлевой салфеткой в 2 тазиках по 3 мин в 0,5 % растворе нашатырного спирта. Руки сушат стерильным полотенцем и обрабатывают малой салфеткой, смоченной в 96 % спирте. Ногтевые ложа и складки кожи тыла кисти смазывают 5 % раствором йода. Способ надёжен, кожа не раздражается. Недостатком метода считается возможная непереносимость хирурга к аммиаку, выделяющемуся из нашатырного спирта.
Способ обеззараживания, предложенный Спасокукоцким и Кочергиным, был эффективным и простым в использовании в полевых условиях при отсутствии элементарных удобств для хирурга. И. Г. Кочергин с июля 1932 по март 1934 года работал старшим хирургом на строительстве железной дороги в одном из районов Дальнего Востока, и мог лично убедиться в эффективности своего способа.

Мой личный полуторагодичный опыт работы на ДВК по организации хирургической помощи на железнодорожной стройке в условиях крайне примитивных (наскоро сколоченный барак, известью побеленные стены операционной, с дырками полы и т. д.) показал, насколько важно упростить обработку рук и операционного поля и вместе с тем быть в известной уверенности за благоприятный исход операционной раны и за больного.

В годы Великой Отечественной войны советские военные хирурги широко применяли этот метод, как один из простых и доступных в условиях блиндажа и палатки. В обычных условиях хирургических стационаров методика не используется, однако продолжает изучаться в медицинских университетах и применяется в военно-полевой и экстренной хирургии.
С появлением новых бактерицидных веществ способ Спасокукоцкого — Кочергина представляет в настоящее время лишь исторический интерес, однако многолетнее использование этого способа в различных условиях показало его надёжность и простоту, и он продолжает широко использоваться в странах бывшего СССР и развивающихся странах. Метод остается эффективным, соответствующим современным требованиям асептики и позволяет выполнить адекватную предоперационную подготовку хирурга в любых условиях при минимуме медикаментов. Достаточно лишь иметь нашатырный спирт, этанол и воду, чтобы добиться адекватной дезинфекции рук.